# (4584) Akan
(4584) Akan est un astéroïde de la ceinture principale.

## Description
(4584) Akan est un astéroïde de la ceinture principale. Il fut découvert le 16 mars 1990 à Kushiro par Masanori Matsuyama et Kazuro Watanabe. Il présente une orbite caractérisée par un demi-grand axe de 2,79 UA, une excentricité de 0,20 et une inclinaison de 7,7° par rapport à l'écliptique.

## Compléments